# 예브게니 치기셰프
예브게니 알렉산드로비치 치기셰프(러시아어: Евге́ний Алекса́ндрович Чигишев, 1979년 6월 28일~)는 러시아의 역도 선수이다. 2008년 하계 올림픽 남자 슈퍼헤비급 종목에서 은메달을 획득했으며 세계 선수권 대회에서 은메달 2개, 유럽 선수권 대회에서 금메달 3개, 은메달 2개, 동메달 1개를 획득했다.